# Бор (Јужни Судан)
Бор (арап. بور) је главни град државе Џонглеј у Јужном Судану. Налази се у мочварном пределу Суд, у долини реке Бели Нил, тачније на њеној десној обали. Према подацима из 2009. године у граду живи 31.362 становника и то углавном припадника народа Динке. У Бору се налази велика рафинерија нафте. Град је важно средиште хришћанске мисије са почетка ХХ века.